# Alain Levent
Alain Levent (Parigi, 15 settembre 1934 – Parigi, 28 agosto 2008) è stato un direttore della fotografia e regista francese.

## Biografia
Levent ha lavorato a 80 film tra il 1960 e il 2007. Il suo film del 1972 Le Bar de la Fourche è stato inserito nel 22º Festival internazionale del cinema di Berlino.

## Filmografia

### Direttore della fotografia

#### Cinema
- Avec les gens du voyage, regia di Marco de Gastyne - cortometraggio (1953)
- Le cercle enchanté, regia di Marco de Gastyne - cortometraggio (1955)
- Photo souvenir, regia di Henri Fabiani - cortometraggio (1960)
- Gala, regia di Jean-Daniel Pollet - cortometraggio (1961)
- Cleo dalle 5 alle 7 (Cléo de 5 à 7), regia di Agnès Varda (1962)
- Cover girls - Ragazze di tutti (Cover Girls), regia di José Bénazéraf (1964)
- L'amore e la chance (La Chance et l'amour), regia di Claude Berri, Charles L. Bitsch, Éric Schlumberger, Bertrand Tavernier e Claude Chabrol (1964)
- Le Voleur du Tibidabo, regia di Maurice Ronet (1965)
- La belva di Düsseldorf (Le vampire de Düsseldorf), regia di Robert Hossein (1965)
- Parigi di notte (Paris vu par...), regia collettiva (1965) - (episodio "Rue Saint Denis")
- La Dame de pique, regia di Léonard Keigel (1965)
- Resa dei conti per un pezzo da 90 (Une balle au cœur / Mia sfera stin kardhia), regia di Jean-Daniel Pollet (1966)
- Suzanne Simonin, la religiosa (La religieuse), regia di Jacques Rivette (1966)
- Obiettivo 500 milioni (Objectif: 500 millions), regia di Pierre Schoendoerffer (1966)
- Gli assassini non hanno scelta (Un choix d'assassins), regia di Philippe Fourastié (1967)
- Lamiel, regia di Jean Aurel (1967)
- Lontano dal Vietnam (Loin du Vietnam), regia collettiva (1967)
- Una pelle più calda del sole (Un épais manteau de sang), regia di José Bénazéraf (1968)
- Les Gauloises bleues, regia di Michel Cournot (1968)
- La banda Bonnot (La Bande à Bonnot), regia di Philippe Fourastié (1968)
- Piove sul mio villaggio (Bice skoro propast sveta), regia di Aleksandar Petrovic (1968)
- L'Amour fou, regia di Jacques Rivette (1969)
- La Poupée rouge, regia di Francis Leroi (1969)
- Amore e rabbia, regia collettiva (1969) - (episodio "L'amore")
- Mio zio Beniamino, l'uomo dal mantello rosso (Mon oncle Benjamin), regia di Édouard Molinaro (1969)
- Moto Shel Yehudi, regia di Denys de La Patellière (1969)
- Un elmetto pieno di... fifa (Le Mur de l'Atlantique), regia di Marcel Camus (1970)
- On est toujours trop bon avec les femmes, regia di Michel Boisrond (1971)
- Franz, regia di Jacques Brel (1972)
- Le Far-West, regia di Jacques Brel (1973)
- I vizi erotici di mia moglie (Le sexe nu), regia di José Bénazéraf (1973)
- L'ironia della sorte (L'Ironie du sort), regia di Édouard Molinaro (1974)
- Le cri du coeur, regia di Claude Lallemand (1974)
- Le faux-cul, regia di Roger Hanin (1975)
- L'Acrobate, regia di Jean-Daniel Pollet (1976)
- Le Grand Fanfaron, regia di Philippe Clair (1976)
- Dracula padre e figlio (Dracula père et fils), regia di Édouard Molinaro (1976)
- La question, regia di Laurent Heynemann (1977)
- I miei vicini sono simpatici (Des enfants gâtés), regia di Bertrand Tavernier (1977)
- L'amante tascabile (L'amant de poche), regia di Bernard Queysanne (1978)
- Tre per un delitto (Le Mors aux dents), regia di Laurent Heynemann (1979)
- Brantôme 81: Vie de dames galantes, regia di José Bénazéraf (1982)
- Faubourg St Martin, regia di Jean-Claude Guiguet (1986)
- L'Homme qui n'était pas là, regia di René Féret (1987)
- Manika, une vie plus tard, regia di François Villiers (1989)
- Contretemps, regia di Jean-Daniel Pollet (1990)
- Bezness, regia di Nouri Bouzid (1992)
- Le Mirage, regia di Jean-Claude Guiguet (1992)
- Bartleby ou Les hommes au rebut, regia di Véronique Tacquin - cortometraggio (1993)
- Le ruban de Möbius, regia di Laurence Maynard - cortometraggio (1994)
- Le Monde de Marty, regia di Denis Bardiau (2000)
- Marie-Line, regia di Mehdi Charef (2000)
- La Fille de Keltoum, regia di Mehdi Charef (2001)
- Roues libres, regia di Sidiki Bakaba (2002)
- Jugement d'une femme, regia di Hassan Benjelloun (2002)
- Fenêtre sur couple, regia di Claude Lallemand - cortometraggio (2003)
- L'aquilone (Le cerf-volant), regia di Randa Chahal Sabag (2003)
- Nadia et Sarra, regia di Moufida Tlatli (2004)

#### Televisione
- Cinéastes de notre temps - serie TV, episodio 1x29 (1967)
- Madame le juge - serie TV, episodio 1x01 (1978)
- Un professeur d'américain, regia di Patrick Jeudi - film TV (1978)
- Messieurs les ronds-de-cuir, regia di Daniel Ceccaldi - film TV (1978)
- Histoires étranges - miniserie TV, episodi 1x02-1x04 (1980)
- Le Roman du samedi - serie TV, 1 episodio (1980)
- Le Vol d'Icare, regia di Daniel Ceccaldi - film TV (1980)
- La traversée de l'Islande, regia di Alain Levent - film TV (1983)
- Elle voulait faire du cinéma, regia di Caroline Huppert - film TV (1983)
- Le tueur triste, regia di Nicolas Gessner - film TV (1984)
- Un mestiere da signori (Un métier de seigneur) - serie TV (1986)
- Un coupable, regia di Roger Hanin - film TV (1988)
- Chillers - serie TV, episodio 1x04 (1990)
- Tinikling ou 'La madonne et le dragon', regia di Samuel Fuller - film TV (1990)
- Il gorilla (Le gorille) - serie TV, episodio 1x09 (1990)
- Un démon sur l'épaule, regia di Philippe Triboit - film TV (1992)
- Flash - Der Fotoreporter - miniserie TV, episodi 1x05-1x06 (1992-1993)
- L'Instit - serie TV, episodio 3x01 (1994)
- L'histoire du samedi - serie TV, 1 episodio (1996)
- Le Censeur du lycée d'Épinal, regia di Marc Rivière - film TV (1997)
- Crime d'amour, regia di Maurice Bunio - film TV (1997)
- La Maison d'Alexina, regia di Mehdi Charef - film TV (1999)
- L'affaire Dominici - serie TV (2003)
- La cliente, regia di Pierre Boutron - film TV (2004)
- Le Silence de la mer, regia di Pierre Boutron - film TV (2004)
- Le Rainbow Warrior, regia di Pierre Boutron - film TV (2006)
- Le Voyageur de la Toussaint, regia di Philippe Laïk - film TV (2007)

### Regista
- Le Bar de la Fourche (1972)
- Les enquêtes du commissaire Maigret - serie TV, episodi 1x57-1x64 (1983-1984)